# Eta Cephei
Eta Cephei (η Cep) – gwiazda w gwiazdozbiorze Cefeusza, odległa od Słońca o około 46,5 roku świetlnego.

## Nazwa
Arabowie wyobrażali sobie w tej części nieba stado owiec, strzeżone przez pasterza z psami; Johann Bayer identyfikował tę gwiazdę z pasterzem. Uług Beg określał gwiazdy Alfa, Beta i Eta Cephei nazwą ‏الكوكب الفرق‎ Al Kawākib al Firḳ „gwiazdy stada”. Wykaz naz własnych zawarty w Technical Memorandum 33-507 przypisuje Eta Cephei nazwę własną Kabalfird.

## Charakterystyka
Eta Cephei jest podolbrzymem należącym do typu widmowego K0. Jego jasność jest około 9,2 raza większa niż jasność Słońca, a temperatura jest równa 4990 K. Promień gwiazdy jest cztery razy większy od słonecznego. Teoria ewolucji gwiazd pozwala obliczyć, że jej masa jest 1,5 raza większa niż masa Słońca i gwiazda ma około 2,8 miliarda lat. W jej jądrze ustały reakcje syntezy wodoru w hel, a za około 150 milionów lat rozpocznie się synteza helu w węgiel; Eta Cephei osiągnie wówczas jasność tysiąc razy większą niż Słońce.
Eta Cephei ma optyczną towarzyszkę o wielkości 11,3m, odległą o 45,9 sekundy kątowej (pomiar z 2000 roku). Ruch własny obu gwiazd jest różny, co świadczy, że nie są związane grawitacyjnie. Eta Cephei ma prędkość ruchu względem Słońca siedmiokrotnie większą niż typowe przedstawicielki naszego otoczenia galaktycznego, a także metaliczność o jedną trzecią niższą niż Słońce, co świadczy, że pochodzi z innej części Drogi Mlecznej.